# La legge di McClain
La legge di McClain (McClain's Law) è una serie televisiva poliziesca statunitense trasmessa dalla NBC nella stagione 1981-1982. Protagonista della serie è Jim McClain, interpretato da James Arness (reduce dal successo di Alla conquista del West).

## Trama
L'ormai ultracinquantenne Jim McClain poliziotto in pensione, decide di rientrare in Polizia dopo che, il suo migliore amico Sidd Lemon, viene ucciso da alcuni malviventi mentre gli rubavano il portafogli.
Non sarà così facile, sia per l'età ma anche a causa di una gamba zoppa (colpi d'arma da fuoco anni prima).
Ma Jim è un uomo di forte tempra che, nonostante il giovani colleghi e il tenente DeNisco facciano di tutto per mettergli i bastoni tra le ruote, ritenendolo un vecchio illuso, supera brillantemente tutti i test e rientra nel dipartimento, anzi sarà un elemento indispensabile e stimato da tutti, cui verranno affibbiati i casi più pericolosi ed intricati.
La serie pur essendo più che interessante, si ferma ad una sola stagione; siamo nel 1982 forse in quel periodo il pubblico ne aveva un po' abbastanza di telefilm polizieschi

## Guest star
- Marc Alaimo
- David Ackroyd
- Barbara Babcock
- John Tuell
- Charles Cioffi
- Robert F.Lyons
- Nicholas Pryor
- Katheryn Daley
- Francis X McCarty
- Julie Carmen
- Marta DuBois
- Bruce Gray
- Lance LeGault
- Brit Lind
- Richard Lynch
- Justin Lord
- Jeanna Michaels
- Kip Niven
- Jenny O'Hara
- Robert Pierce
- Gregory Sierra

## Episodi
| Stagione       | Episodi | Prima TV USA | Prima TV Italia |
| -------------- | ------- | ------------ | --------------- |
| Prima stagione | 13      | 1981         |                 |